# Río Coal
El río Coal (en inglés: Coal River, literalmente, 'Río Carbón') es un río de la vertiente ártica de Canadá, un afluente por la izquierda del río Liard, a su vez afluente del río Mackenzie.
El río nace en el sur de las montañas Selwyn y corre desde el sur de Yukón, hasta el norte de la Columbia Británica, donde desemboca en el Liard en la milla histórica 533 de la carretera de Alaska (Highway 97), a 362 km al norte de Fort Nelson. Este río es un popular destino de aguas bravas con rápidos de clase 5 y 6, pero su cabecera no es accesible por carretera, sólo el extremo inferior.
Donde el río Coal se encuentra con el río Liard está el Coal River Lodge, que tiene un parque de caravanas, motel, cafetería, gasolinera, una pista de aterrizaje de 1200 pies y tienda de regalos. La "comunidad" de Coal River tiene una población invernal de sólo 2 personas, y en el verano crece hasta 5 o 6 cuando el albergue está abierto.